# Тобино (Иркутская область)
То́бино — деревня в Куйтунском районе Иркутской области России. Входит в Алкинское муниципальное образование.

## География
Находится в 22 км к северо-западу от районного центра, пгт Куйтун, и в 13 км к юго-западу от центра сельского поселения, села Алкин, в 3 км к северу от железнодорожной станции Мингатуй.

## Топонимика
По народной этимологии название Тобино происходит от бурятского тобо, добо — холм, курган.

## Население
| 2002 | 2010 | 2011 | 2012 |
| ---- | ---- | ---- | ---- |
| 173  | ↘106 | ↘105 | ↘104 |

По данным Всероссийской переписи, в 2010 году в деревне проживало 106 человек (54 мужчины и 52 женщины).